# Euponera
Euponera je Ponerine rod mrava rasprostranjen u afrotropima uključujući Madagaskar i istočnu Aziju i Australiju. Radnici su veliki (6–10,5 mm); matice su slične radnicima, ali su veće i krilate.

## Vrste
- Euponera aenigmatica (Arnold, 1949)
- Euponera agnivo Rakotonirina & Fisher, 2013
- Euponera antsiraka (Rakotonirina & Fisher, 2013)
- Euponera brunoi Forel, 1913
- Euponera daraina Rakotonirina & Fisher, 2013
- Euponera fossigera Mayr, 1901
- Euponera gorogota Rakotonirina & Fisher, 2013
- Euponera grandis Donisthorpe, 1947
- Euponera haratsingy Rakotonirina & Fisher, 2013
- Euponera ivolo Rakotonirina & Fisher, 2013
- Euponera kipyatkovi Dubovikoff, 2013
- Euponera maeva Rakotonirina & Fisher, 2013
- Euponera manni Viehmeyer, 1924
- Euponera mialy Rakotonirina & Fisher, 2013
- Euponera nosy Rakotonirina & Fisher, 2013
- Euponera pilosior Wheeler, W.M., 1928
- Euponera rovana Rakotonirina & Fisher, 2013
- Euponera sakishimensis Terayama, 1999
- Euponera sharpi Forel, 1901
- Euponera sikorae (Forel, 1891)
- Euponera sjostedti (Mayr, 1896)
- Euponera tahary Rakotonirina & Fisher, 2013
- Euponera vohitravo Rakotonirina & Fisher, 2013
- Euponera weberi Bernard, 1953
- Euponera wroughtonii Forel, 1901
- Euponera zoro Rakotonirina & Fisher, 2013